# Fudbalski klub Bačka Bačka Palanka
L'FK Bačka o OFK Bačka (nome completo Fudbalski klub Bačka) è una società calcistica serba con sede nella città di Bačka Palanka, fondato nel 1945. Gioca le partite in casa presso lo Stadion Slavko Maletin Vava. Milita nella Srpska Liga, la terza serie del campionato serbo di calcio.

## Palmarès

### Competizioni nazionali
- Srpska liga Vojvodina: 3

1987-1988, 1992-1993, 2013-2014

### Altri piazzamenti
- Prva Liga Srbija:

Secondo posto: 2015-2016
Promozione: 2019-2020
- Srpska Liga:

Terzo posto: 2002-2003 (girone Voivodina), 2005-2006 (girone Voivodina), 2006-2007 (girone Voivodina)

## Organico

### Rosa 2020-2021
Aggiornata al 5 ottobre 2020.
| N. |                        | Ruolo | Calciatore         |
| -- | ---------------------- | ----- | ------------------ |
| 1  | Serbia (bandiera)      | P     | Aleksa Milojević   |
| 2  | Serbia (bandiera)      | D     | Dejan Parađina     |
| 3  | Serbia (bandiera)      | D     | Mladen Veselinović |
| 4  | Serbia (bandiera)      | C     | Nikola Krčmanović  |
| 5  | Serbia (bandiera)      | D     | Dimitrije Tomović  |
| 6  | Stati Uniti (bandiera) | D     | Danilo Rađen       |
| 7  | Georgia (bandiera)     | C     | Shabat Logua       |
| 8  | Serbia (bandiera)      | C     | Mirko Pantić       |
| 9  | Serbia (bandiera)      | A     | Stefan Ilić        |
| 10 | Serbia (bandiera)      | A     | Dobrivoje Velemir  |
| 11 | Serbia (bandiera)      | A     | Slaviša Stojanović |
| 13 | Serbia (bandiera)      | C     | Milenko Škorić     |
| 14 | Serbia (bandiera)      | D     | Slađan Mijatović   |
| 15 | Serbia (bandiera)      | D     | Marko Klisura      |
| 16 | Serbia (bandiera)      | A     | Nikola Njamculović |
| 18 | Serbia (bandiera)      | A     | Luka Ratković      |
| 19 | Croazia (bandiera)     | A     | Luka Pisačić       |

| N. |                                 | Ruolo | Calciatore                  |
| -- | ------------------------------- | ----- | --------------------------- |
| 20 | Serbia (bandiera)               | A     | Miloš Zličić                |
| 21 | Serbia (bandiera)               | D     | Stefan Jovanović (capitano) |
| 22 | Serbia (bandiera)               | D     | Danilo Aleksić              |
| 23 | Serbia (bandiera)               | C     | Nikola Žakula               |
| 24 | Serbia (bandiera)               | A     | Krsta Đorđević              |
| 25 | Serbia (bandiera)               | A     | Slobodan Babić              |
| 26 | Bosnia ed Erzegovina (bandiera) | C     | Nikola Eskić                |
| 27 | Serbia (bandiera)               | C     | Nebojša Gavrić              |
| 29 | Serbia (bandiera)               | C     | Marko Stojanović            |
| 30 | Serbia (bandiera)               | D     | Nemanja Zdravković          |
| 31 | Serbia (bandiera)               | C     | Rista Pajkanović            |
| 32 | Serbia (bandiera)               | C     | Nemanja Trifunović          |
| 33 | Serbia (bandiera)               | P     | Aleksa Ćirić                |
| 34 | Serbia (bandiera)               | D     | Strahinja Proković          |
| 35 | Serbia (bandiera)               | C     | Miljan Marinković           |
| 99 | Serbia (bandiera)               | P     | Đurađ Krndija               |

### Rosa 2017-2018
Aggiornata al 18 agosto 2020
| N. |                        | Ruolo | Calciatore         |
| -- | ---------------------- | ----- | ------------------ |
| 1  | Serbia (bandiera)      | P     | Aleksa Milojević   |
| 2  | Serbia (bandiera)      | D     | Dejan Parađina     |
| 3  | Serbia (bandiera)      | D     | Mladen Veselinović |
| 4  | Serbia (bandiera)      | C     | Nikola Krčmanović  |
| 5  | Serbia (bandiera)      | D     | Dimitrije Tomović  |
| 6  | Stati Uniti (bandiera) | D     | Danilo Rađen       |
| 7  | Serbia (bandiera)      | C     | Mladen Lukić       |
| 8  | Serbia (bandiera)      | C     | Mirko Pantić       |
| 9  | Serbia (bandiera)      | A     | Stefan Ilić        |
| 10 | Serbia (bandiera)      | A     | Dobrivoje Velemir  |
| 11 | Serbia (bandiera)      | A     | Slaviša Stojanović |
| 13 | Serbia (bandiera)      | C     | Milenko Škorić     |
| 14 | Serbia (bandiera)      | D     | Slađan Mijatović   |
| 15 | Serbia (bandiera)      | D     | Marko Klisura      |
| 16 | Serbia (bandiera)      | A     | Nikola Njamculović |
| 17 | Serbia (bandiera)      | C     | Luka Gojković      |

| N. |                                 | Ruolo | Calciatore         |
| -- | ------------------------------- | ----- | ------------------ |
| 18 | Serbia (bandiera)               | A     | Luka Ratković      |
| 20 | Serbia (bandiera)               | A     | Miloš Zličić       |
| 21 | Serbia (bandiera)               | D     | Stefan Jovanović   |
| 22 | Serbia (bandiera)               | D     | Danilo Aleksić     |
| 23 | Serbia (bandiera)               | C     | Nikola Žakula      |
| 24 | Serbia (bandiera)               | A     | Krsta Đorđević     |
| 25 | Serbia (bandiera)               | A     | Andrija Lazović    |
| 26 | Bosnia ed Erzegovina (bandiera) | C     | Nikola Eskić       |
| 29 | Serbia (bandiera)               | C     | Marko Stojanović   |
| 30 | Serbia (bandiera)               | D     | Nemanja Zdravković |
| 31 | Serbia (bandiera)               | C     | Rista Pajkanović   |
| 32 | Serbia (bandiera)               | C     | Nemanja Trifunović |
| 33 | Serbia (bandiera)               | P     | Aleksa Ćirić       |
| 34 | Serbia (bandiera)               | D     | Strahinja Proković |
| 99 | Serbia (bandiera)               | P     | Đurađ Krndija      |

### Rosa 2016-2017
| N. |                                 | Ruolo | Calciatore                     |
| -- | ------------------------------- | ----- | ------------------------------ |
| 1  | Serbia (bandiera)               | P     | Miloš Stepandić                |
| 2  | Serbia (bandiera)               | D     | Stefan Nikolić                 |
| 3  | Serbia (bandiera)               | D     | Miloš Josimov                  |
| 4  | Serbia (bandiera)               | D     | Nemanja Ilić                   |
| 5  | Serbia (bandiera)               | D     | Marko Klisura                  |
| 6  | Serbia (bandiera)               | C     | Ivan Rogač                     |
| 7  | Serbia (bandiera)               | C     | Filip Bajić                    |
| 8  | Serbia (bandiera)               | C     | Miroslav Bjeloš                |
| 9  | Serbia (bandiera)               | A     | Damir Čeković                  |
| 10 | Serbia (bandiera)               | C     | Veseljko Trivunović (capitano) |
| 11 | Bosnia ed Erzegovina (bandiera) | A     | Mladen Galić                   |
| 12 | Serbia (bandiera)               | P     | Nenad Mitrović                 |
| 13 | Serbia (bandiera)               | D     | Goran Smiljanić                |
| 14 | Serbia (bandiera)               | D     | Nemanja Trajković              |
| 15 | Serbia (bandiera)               | D     | Marko Bulat                    |
| 16 | Serbia (bandiera)               | D     | Mladen Veselinović             |

| N. |                   | Ruolo | Calciatore          |
| -- | ----------------- | ----- | ------------------- |
| 17 | Serbia (bandiera) | C     | Nikola Mojsilović   |
| 18 | Serbia (bandiera) | A     | Radovan Ivković     |
| 19 | Serbia (bandiera) | A     | Marko Žečević       |
| 20 | Serbia (bandiera) | C     | Dane Dukić          |
| 21 | Serbia (bandiera) | C     | Zoran Švonja        |
| 22 | Serbia (bandiera) | C     | Strahinja Mačanović |
| 25 | Serbia (bandiera) | P     | Filip Manojlović    |
|    | Serbia (bandiera) | D     | Borislav Bajić      |
|    | Serbia (bandiera) | D     | Stefan Marinković   |
|    | Serbia (bandiera) | C     | Stefan Kovačević    |
|    | Serbia (bandiera) | C     | Stefan Radoja       |
|    | Serbia (bandiera) | C     | Zoran Zeč           |
|    | Serbia (bandiera) | C     | Stevan Čović        |
|    | Serbia (bandiera) | A     | Mladen Plavanski    |
|    | Serbia (bandiera) | A     | Duško Pandurov      |

### Rosa 2015-2016
| N. |                                 | Ruolo | Calciatore           |
| -- | ------------------------------- | ----- | -------------------- |
|    | Serbia (bandiera)               | P     | Damir Drinić         |
|    | Serbia (bandiera)               | P     | Vladimir Vujasinović |
|    | Serbia (bandiera)               | P     | Nenad Mitrović       |
|    | Bosnia ed Erzegovina (bandiera) | D     | Dajan Ponjević       |
|    | Serbia (bandiera)               | D     | Nemanja Ilić         |
|    | Montenegro (bandiera)           | D     | Stefan Zogović       |
|    | Serbia (bandiera)               | D     | Nikola Stanković     |
|    | Serbia (bandiera)               | D     | Nemanja Marković     |
|    | Montenegro (bandiera)           | D     | Ilija Radović        |
|    | Serbia (bandiera)               | D     | Stefan Nikolić       |
|    | Serbia (bandiera)               | D     | Čedomir Tomčić       |
|    | Serbia (bandiera)               | C     | Stefan Radoja        |
|    | Serbia (bandiera)               | C     | Milorad Balabanović  |

| N. |                                 | Ruolo | Calciatore                     |
| -- | ------------------------------- | ----- | ------------------------------ |
|    | Serbia (bandiera)               | C     | Veseljko Trivunović (capitano) |
|    | Serbia (bandiera)               | C     | Zoran Milovac                  |
|    | Serbia (bandiera)               | C     | Dane Dukić                     |
|    | Serbia (bandiera)               | C     | Dejan Stanković                |
|    | Serbia (bandiera)               | C     | Miroslav Bjeloš                |
|    | Serbia (bandiera)               | C     | Marko Bajić                    |
|    | Serbia (bandiera)               | A     | Nikola Mojsilović              |
|    | Bosnia ed Erzegovina (bandiera) | A     | Mladen Galić                   |
|    | Serbia (bandiera)               | A     | Damir Čeković                  |
|    | Serbia (bandiera)               | A     | Aleksandar Nosković            |
|    | Serbia (bandiera)               | A     | Filip Bajić                    |
|    | Serbia (bandiera)               | A     | Mladen Plavanski               |
|    | Croazia (bandiera)              | A     | Radovan Ivković                |